# Crosby (Minnesota)
Crosby é uma cidade localizada no estado americano de Minnesota, no Condado de Crow Wing.

## Demografia
Segundo o censo americano de 2000, a sua população era de 2299 habitantes.
Em 2006, foi estimada uma população de 2244, um decréscimo de 55 (-2.4%).

## Geografia
De acordo com o United States Census Bureau tem uma área de
9,5 km², dos quais 7,9 km² cobertos por terra e 1,6 km² cobertos por água. Crosby localiza-se a aproximadamente 370 m acima do nível do mar.

## Localidades na vizinhança
O diagrama seguinte representa as localidades num raio de 8 km ao redor de Crosby.